# Marfim (cor)
Marfim é uma cor distinta do branco que se assemelha ao marfim, o material do qual são feitas as presas de alguns animais (o elefante e a morsa, por exemplo). Contém uma diminuta porção de amarelo, sendo muito semelhante ao bege.

## Marfim na cultura humana
Música
- As teclas brancas dos pianos chamam-se marfins.

Religião
- A estátua da deusa Atena no Partenon, um local sagrado durante o Helenismo, foi feita de marfim e retocada a ouro.

Escultura
- Objectos esculpidos em marfim sempre foram muito valorizados ao longo da história. No entanto, alguns dos animais de onde provém o marfim estão em risco de extinção, e leis internacionais a proibir o seu tráfico estão em vigor.